# Ipersonnia
L'ipersonnia è una diagnosi che raggruppa numerosi disturbi del sonno caratterizzati da un'eccessiva sonnolenza diurna (ESD). Il paziente ipersonniaco non riesce a rimanere vigile per tutto l'arco della giornata: può infatti andare incontro a situazioni di sonno improvviso da cui non riesce ad esimersi (per esempio si può addormentare durante una conversazione, durante un pasto o addirittura mentre sta guidando), inoltre potrebbe avere parecchie difficoltà a svegliarsi al mattino. Queste appena citate sono le caratteristiche che accomunano tutte le ipersonnie, poi ogni sottotipo ha le proprie peculiarità addizionali. Lo specialista, dopo aver diagnosticato l'ipersonnia sulla base dell'ESD, deve procedere all'identificazione della causa specifica, poiché ogni tipo necessita approcci terapeutici completamente diversi.

## Tipologia
Anche se possono essere suddivise in primarie e secondarie l'international Classification of Sleep Disorders ha poi suddiviso in 3 forme tale disturbo: ricorrente, post-traumatico (dovuto a traumi cerebrali) e idiopatica inserita nel 1979 e scoperta da Bedric Roth.

### Ipersonnie primarie
- Narcolessia, caratterizzata da diversi sintomi peculiari: eccessiva sonnolenza diurna, necessità impellente di fare diversi pisolini durante il giorno (la loro durata è breve e danno ristoro); possono anche essere presenti cataplessia, allucinazioni ipnagogiche e paralisi nel sonno. Altra caratteristica peculiare, ricavabile solo attraverso indagini di laboratorio, è la comparsa di diversi episodi di sonno REM nei 15 minuti successivi all'addormentamento (SOREMPs).
- Ipersonnia idiopatica, caratterizzata da un sonno notturno di buona qualità che può avere una durata normale (meno di 10 ore per notte) o eccessivamente lunga (più di 10 ore per notte) e, a dispetto di ciò, da una eccessiva sonnolenza diurna, che si concretizza in sonnellini diurni di durata eccessivamente lunga (più di una o due ore) e non ristoratori.
- Ipersonnia-Bulimia Sindrome di Kleine-Levin. Condizione rara caratterizzata da attacchi ciclici di iperfagia seguiti da giorni in cui non si riesce a dormire, nel resto del tempo il sonno e le condizioni risultano normali;[2] più frequente nei giovani.

### Ipersonnie secondarie
- Ipersonnia secondaria:

Può essere causata dagli effetti collaterali di alcuni farmaci, da problemi nella respirazione durante il sonno (Sindrome delle apnee notturne), da disturbi focali del SNC, come nel caso di tumori cerebrali; altre cause sono meningite, disturbi sistemici e abuso di sostanze.

### Diagnosi correlate
Esistono poi altre sindromi dove si osserva tale disturbo come la sindrome delle gambe senza riposo, e la sindrome premestruale.
ma anche l'encefalite limbica paraneoplastica.

## Epidemiologia
La diffusione di tale disturbo è stata calcolata nel 5% della popolazione generale, altri studi non si allontanano da questa stima ponendo un range dal 4 al 6%.

## Sintomatologia
Fra i sintomi e i segni clinici correlati ritroviamo, irritazione, allucinazioni, perdita di memoria, ansia, disorientamento, senso di fatica sia fisica che mentale.

## Eziologia
L'ipersonnia può essere causata da un'ereditarietà genetica, da un trauma cranico (nella forma post-traumatica), da diversi disordini psicologici quali la depressione e da eventi clinici come in caso di uremia e fibromialgia. L'ipersonnia può anche essere dovuta ad altri disordini come la narcolessia o la sindrome metabolica.